# Lizardo Garrido
Lizardo Antonio Garrido Bustamante (Santiago, 25 de agosto de 1957) é um ex-futebolista chileno, com destacada passagem pela equipe do Colo-Colo.

## Biografia
Originário do setor de Lo Franco, ao norte da capital chilena, tornou-se conhecido como "El Chano" e teve um começo difícil, mas chegou lá graças à sua força de vontade. A distância da sua casa até o estádio do Colo-Colo, o Monumental David Arellano, era grande, percorrida em um pequeno ônibus. Soube suportar a adversidade, sendo emprestado, ainda juvenil, para as equipes do Deportes Colchagua e Trasandino para ganhar experiência e retornando ao clube do seu coração em 1980.
Sua grande oportunidade apareceu no fim desse mesmo ano substituindo ao grande Mario Galindo, que sofrera uma contusão jogando a Copa Libertadores da América. Jogador técnico e rápido, Garrido não decepcionou e ainda foi considerado uma das grandes revelações dessa temporada e consagrando-se no ano seguinte. Nesse ano de 1981, "Chano" mostrou suas qualidades toda vez que foram requeridas: podia jogar tanto de lateral-direito como de zagueiro central e volante de apoio, sendo eleito o melhor jogador do ano.
Uma revista esportiva da época teve a seguinte manchete: "Garrido, um craque onde quer que jogue". Em 1982, teve uma baixa de rendimento tanto individual como coletivo: pela Seleção Chilena, equipe da qual era uma das principais estrelas, não foi bem na Copa de 1982. Em 1983, as coisas foram piores para Garrido: sofreu uma grave contusão que o deixou longe dos gramados por muito tempo. Porém, assim que se recuperou, prosseguiu sua trajetória vitoriosa no Colo-Colo sendo que seus maiores anos foram os de 1991 e 1992 quando conquistou a Copa Libertadores da América, a Recopa Sul-Americana e a Copa Interamericana. Encerrou sua passagem no Colo-Colo em 1992. No ano seguinte, o clube, em reconhecimento aos bons serviços prestados, facilitou sua transferência para a equipe mexicana do Santos Laguna, que lhe oferecia um bom contrato e onde encerrou definitivamente sua carreira em 1994.

## Títulos
Campeonato Chileno
 Colo-Colo
- 1981 (Torneio Oficial e Apertura)
- 1982 (Apertura)
- 1983 (Torneio Oficial)
- 1985 (Apertura)
- 1986 (Torneio Oficial)
- 1988 (Apertura)
- 1989 (Torneio Oficial e Apertura)
- 1990 (Torneio Oficial e Apertura)
- 1991 (Torneio oficial)

Campeonatos Internacionais
 Colo-Colo
- 1991 - Copa Libertadores da América
- 1992 - Recopa Sul-Americana
- 1992 - Copa Interamericana

## Curiosidades
- Na primeira partida das semifinais da Copa Libertadores da América de 1991 contra a equipe do Boca Juniors, da Argentina que foi realizado no campo do Boca - o famoso La Bombonera - Garrido fez uma jogada sensacional: saiu do seu campo de defesa até o campo rival driblando todos os jogadores adversários que apareciam na sua frente. Essa jogada causou admiração nos torcedores argentinos, que o aplaudiram em pé.
- Após encerrar a carreira, Garrido continuou a trabalhar no Colo-Colo. Já foi auxiliar técnico, gerentes das divisões inferiores e professor de jogadores "cadetes".